# Бута-Ранкиль
Бута-Ранкиль (исп. Buta Ranquil) — община в департаменте Пеуэнчес на северо-востоке провинции Неукен, на юго-западе Аргентины.

## История
Город был основан 21 августа 1985 года.

## Экономика
Скотоводство и туризм — самые важные экономические секторы в городе.